# 塞尔盖尼
塞尔盖尼，是匈牙利沃什州所辖的一个村，总面积15.61平方公里，总人口335，人口密度21.5人/平方公里（2010年1月1日）。